# Devotionalie

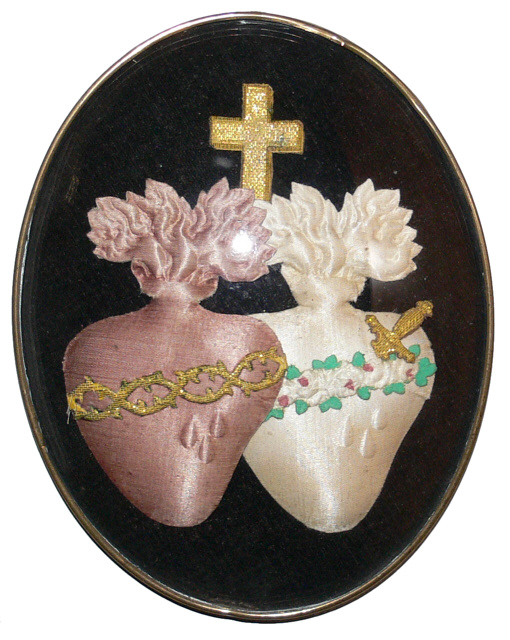
Andachts- oder Votivbild mit den heiligsten Herzen Jesu und Mariens, um 1900

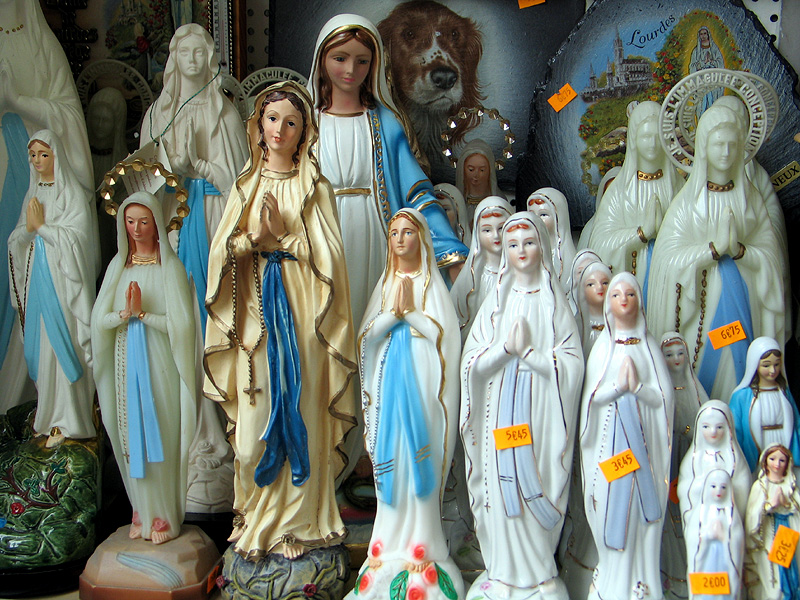
Devotionalienverkauf in Lourdes

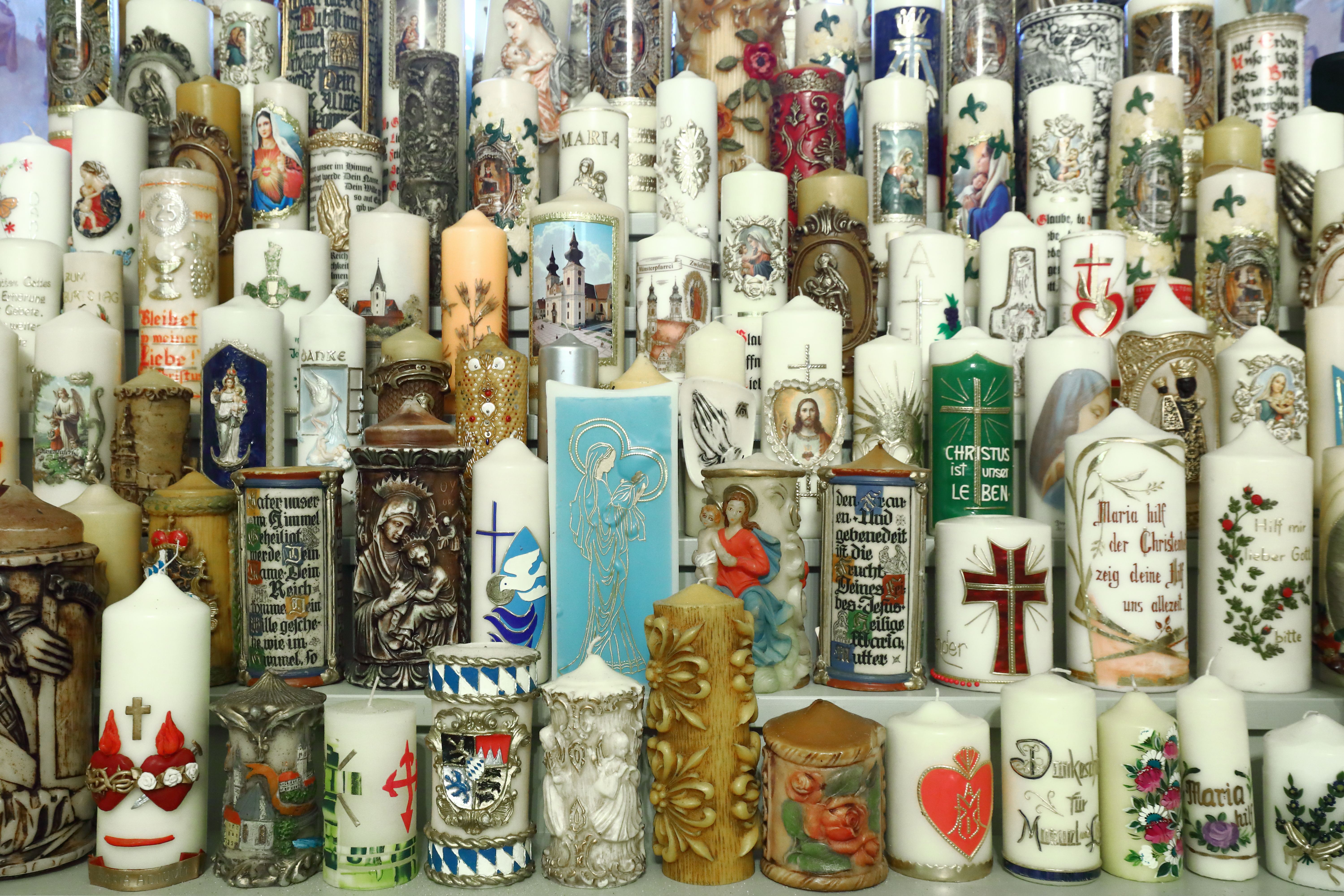
Kerzen mit religiösen Motiven

Devotionalien sind Gegenstände wie Kreuze, Kruzifixe, Rosenkränze, Heiligenfiguren und -bildnisse, Ikonen und Andachtsbilder, die der Andacht (lateinisch devotio ‚Hingabe‘, ‚Ehrfurcht‘) und der Förderung der Frömmigkeit dienen. Dazu gehören auch Medaillen, wie etwa die Wundertätige Medaille. Umgangssprachlich wird der Begriff Devotionalien verallgemeinert und im übertragenen Sinn verwendet – unter anderem auch für weltlich verehrte Gegenstände wie Relikte aus der Zeit des Nationalsozialismus („Nazi-Devotionalien“) und bestimmte Gegenstände des Merchandising der Popkultur und des Sports, speziell des Fußballs.

## Allgemein-christliche Definition
Devotionalien sind Gegenstände, die der aktiven Glaubensvermehrung oder -bestärkung dienen. Dabei wird zwischen der objektiven und der subjektiven Devotionalisierung eines Objekts unterschieden. Objektiv zählen religiöse Bücher, Kreuze, Rosenkränze, Altäre und andere kirchliche Gegenstände zu den Devotionalien. Damit ein Gegenstand objektiv als Devotionalie gilt, muss eine klare Verbindung zur jeweiligen Religion bestehen und von der offiziellen Institution anerkannt werden.
Subjektive Devotionalien müssen nicht zwingend autonom-devotionalisierte Gegenstände wie objektive Devotionalien sein, da sie erst durch das mit ihnen verbundene spirituelle Erlebnis und nicht allein durch eine theologisch-spirituelle Intention bei ihrer Genese oder Fertigung zu subjektiven Devotionalien werden. So können auch ursprünglich sekuläre Gegenstände durch persönliche religiöse Erlebnisse zu subjektiven Devotionalien werden. Sobald eine objektive Devotionalie mit Teilhabern der jeweiligen Religion oder Konfession in Berührung kommt, wird sie automatisch zur subjektiven Devotionalie, da sie dann auch persönlich mit einem religiösen Wert in Verbindung gebracht wird. Faktisch übertrifft die Anzahl der subjektiven Devotionalien die der objektiven, da viele Gläubige ihre eigenen Devotionalien besitzen.
Devotionalien unterscheiden sich von Sakramentalien, da sie nicht in jedem Fall von der Kirche gesegnet sein müssen und auch nicht primär als Vorbereitung auf ein Sakrament dienen.
Auch Reliquien gehören trotz ihrer potenziell glaubensfördernden Wirkung auf Gläubige nicht zwingend zu den objektiven Devotionalien, da sie eine eigene Kategorie neben den Devotionalien und Sakramentalien bilden.
Eine Devotionalie kann entweder subjektiv oder sowohl subjektiv als auch objektiv sein, aber niemals ausschließlich objektiv.

## Im Katholizismus
Im Katholizismus sind Devotionalien eine Art Fortführung des Sakramentalienwesens, ohne jedoch zur Liturgie der Kirche zu gehören. Oft erbitten die Gläubigen für Devotionalien den kirchlichen Segen.
Zentren des Devotionalienhandels sind vor allem Wallfahrtsorte. Devotionalien vergangener Zeiten sind ein bedeutender Bestandteil vieler Sammlungen und Museen und es gibt auch private Sammler von Devotionalien. Devotionalien kommen auch dem Bedürfnis entgegen, von einer Pilgerfahrt ein Erinnerungsstück mit nach Hause zu nehmen; insofern sind sie mitunter das religiöse Gegenstück zum Souvenir.
Wo Andachtsgegenstände eigens zum gottesdienstlichen oder privaten Gebrauch von der Kirche geweiht oder gesegnet werden, zählt man sie zu den Sakramentalien, den heilswirksamen Zeichen. Der Protestantismus steht Devotionalien ablehnend gegenüber, jedoch lassen sich in Bezug auf Martin Luther Züge des Devotionalienwesens beobachten.

## Geschichte
Schon in der Antike gab es Andachtsgegenstände. So wurden bereits damals den Besuchern griechischer oder römischer Kultstätten kleine Götterfiguren oder Abbildungen von Tempeln aus Silber, Keramik oder Blei zum Kauf angeboten. Das Alte Testament erwähnt in Gen 31,34  1 Sam 19,13–16  und 2 Kön 23–24  kleine Bilder von Hausgöttern (Teraphim), teils zum Gebrauch auf Reisen. Die Apostelgeschichte des Neuen Testaments erwähnt in 19,23–27  einen Schmied, der silberne Artemistempel herstellte und so „den Künstlern viel zu verdienen gab“.
Giovanni Battista de Rossi beschreibt im Bullettino di Archeologia Cristiana von 1861 frühchristliche, aus Afrika stammende Metallformen zur Herstellung kleiner Kreuze mit einer Aufhängevorrichtung wie auch Objekte aus den Katakomben in Rom, die in der Art einer Medaille getragen wurden und sieht zumindest letztere als Nachweis für eine Praxis des Gebrauchs von Devotionalien durch die frühen Christen an. In der Lebensbeschreibung der hl. Genoveva von Paris (um 422–502) ist zu lesen, dass der hl. Germanus von Auxerre ihr nach der Jungfrauenweihe eine durchbohrte Bronzemünze mit dem Kreuzzeichen umlegte.